# James Rizzi

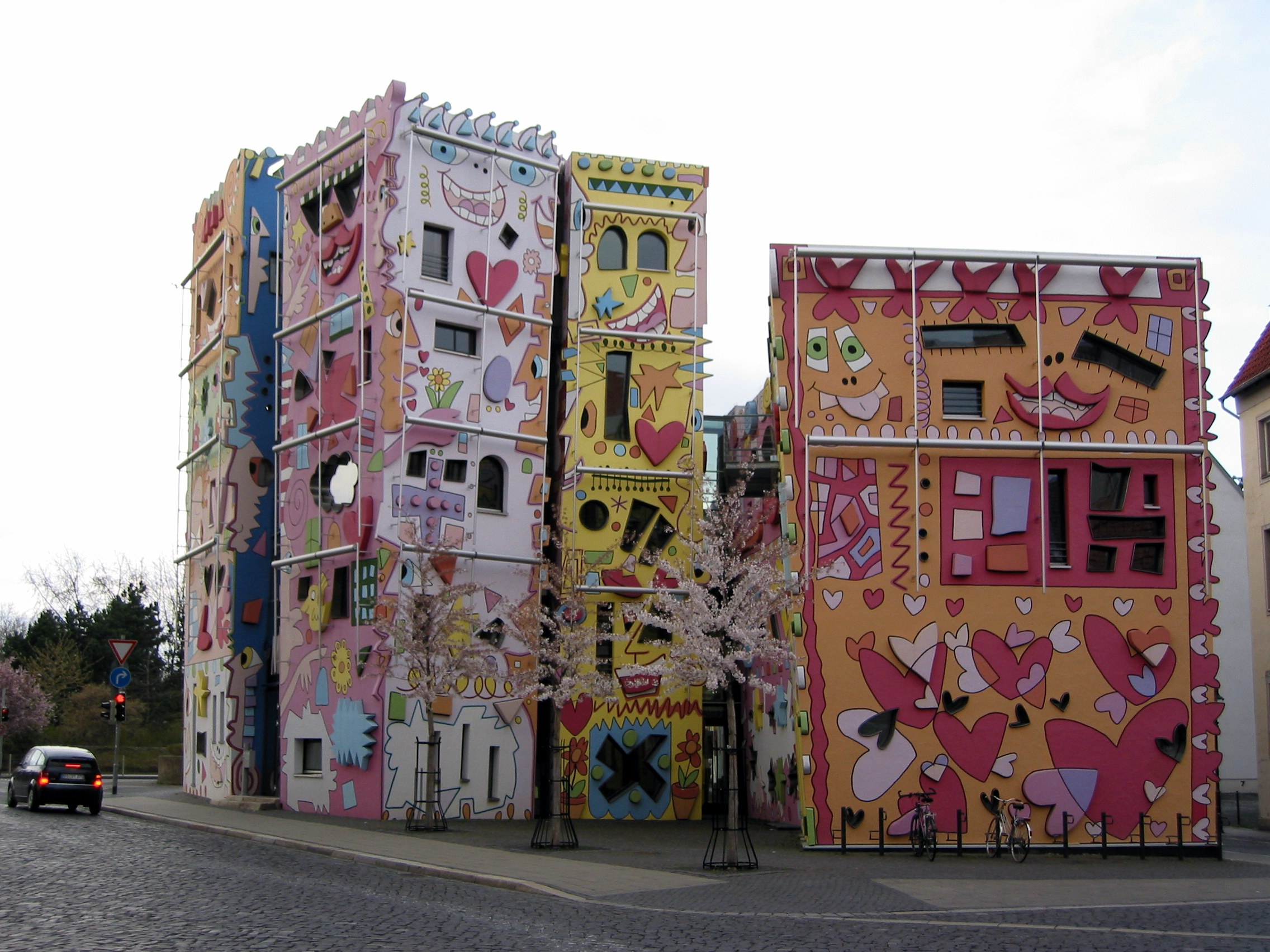
Het "Happy Rizzi House" in Braunschweig

James Rizzi (New York, 5 oktober 1950 – aldaar, 26 december 2011) was een Amerikaans popartkunstenaar uit Brooklyn, New York.
James Rizzi is geboren in 1950 te Brooklyn. Hij studeerde op de kunstacademie van Florida (Gainesville), waar hij begon met experimenteren met schilderen, druktechnieken en beeldhouwen. In Rizzi’s werk kom je vaak zijn geboorteplaats New York tegen. De schilderijen zien er soms kinderlijk naïef uit, met de felle kleuren en stralende vrolijkheid. In de kunstpers wordt hij vaak bestempeld als ‘Urban Primitive Artist’. Rizzi zegt zelf beïnvloed te zijn door Picasso, Klee en Dubuffet.
Rizzi is naast zijn schilderijen met name bekend om zijn 3D constructies en het bewerken van muren, Volkswagen Kevers en een Boeing 757. Ook maakte hij het ontwerp voor het Happy Rizzi House, een kantoorpand in Braunschweig, Duitsland.

## Boeken
- James Rizzi: New York. Prestel 1996, ISBN 3-7913-1644-3
- James Rizzi, Peter Bührer: Mein New York Kochbuch. Hahn 1997, ISBN 3-87287-432-2
- James Rizzi, Peter Bührer: American Cookies and more. Südwest 2000, ISBN 3-517-06323-1
- James Rizzi, Glenn O`Brien: James Rizzi. Artwork 1993-2006, Art28 2006, ISBN 3-9811238-0-8